# Российский исламский институт (Казань)
Российский исламский институт (тат. Россия ислам институты) — негосударственное высшее профессиональное учебное заведение в России. Находится в Казани. Известен также как Российский исламский университет — под таким уставным названием учебное заведение действовало до 2009 года. Главной целью является подготовка специалистов в области исламских наук, высококвалифицированных мусульманских священнослужителей, обладающих в то же время, высокой степенью общей образованности по светским дисциплинам. Институт входит в Исполком Федерации университетов исламского мира.
Ректор — Рафик Мухаметшович Мухаметшин.

## История
Российский исламский институт является первым в России высшим профессиональным исламским учебное заведение основанным в 1998 г.
Учредителями РИИ являются:
- Совет муфтиев России
- Духовное управление мусульман РТ
- Институт истории им. Ш. Марджани Академии наук Республики Татарстан

Главной целью РИИ является воспитание современной мусульманской интеллигенции посредством подготовки специалистов в области исламской теологии, высококвалифицированных специалистов в области истории, права, языка, исламской экономики, призванных служить мусульманской умме России.
Доминирующей религиозно-правовой школой, принятой в институте, является мазхаб имама Абу Ханифы. Институт активно участвует в процессе возрождения ханафитской религиозно-правовой школы ислама, традиционной для большинства мусульман РФ при уважительном отношении к остальным богословско-правовым школам.
Институт осуществляет образовательную деятельность на основе государственных образовательных стандартов высшего профессионального образования по программам бакалавриата и магистратуры, проводит научные исследования в области исламской теологии, осуществляет повышение квалификации и профессиональную переподготовку по реализуемым образовательным программам.
РИИ является первым исламским учебным заведением в России получившим в 2007 году государственную аккредитацию от Министерства образования и науки РФ.
С 2009 году РИИ входит в состав Федерации университетов исламского мира (FUIM) при Организации по вопросам образовании, науки и культуры (ISESCO) Организации исламского сотрудничества (OIC), что позволяет выпускникам РИИ продолжить обучение во всемирно признанных зарубежных образовательных центрах Турции, Малайзии, Индонезии на основании международных договоров университета.
В марте 2013 года РИИ вошёл в состав исполкома ФУИМ.
На сегодняшний день в Российском исламском институте обучается свыше 600 студентов, из более чем 30 регионов России, а также стран СНГ. Российский исламский институт является методическим и методологическим центром для высших и среднепрофессиональных исламских учебных заведений.
Выпускники РИИ служат имам-хатыйбами во многих мечетях России, становятся преподавателями исламских высших и средних профессиональных учебных заведений России и стран СНГ, работают в Духовных управлениях, в государственных учреждениях, а также в научных и экспертных организациях.

## Факультеты
Теологический факультет основан в 2002 году. Студенты, поступающие на теологический факультет, получают квалификацию теолога. По данному направлению открыто отделение заочного обучения. К обучению принимаются как юноши, так и девушки. Срок обучения — 4 года. Выпускники получают степень бакалавра. Факультет объединяет такие направления: "Теология", "Исламская журналистика", "Лингвистика”.
Студенты, успешно освоившие программу бакалавриата, могут продолжить обучение по программе магистратуры.
Религиозные дисциплины в университете преподают выпускники таких авторитетных зарубежных вузов, как Иорданский государственный университет, «Аль-Азхар» (Египет), Исламский институт имени Аль-Бухари, а также РИУ и высшего медресе «Мухаммадия».

## Кафедры
Российский Исламский институт - это важный методический и методологический центр для высших и среднепрофессиональных исламских учебных заведений. Научно-исследовательская работа в Российском исламской институте ведется на четырёх кафедрах:
Кафедра гуманитарных дисциплин объединяет преподавателей светских дисциплин (философии, психологии, педагогики, истории и т. д.). Научные направления: кафедры инновации в системе религиозного и светского образования, история и современное положение исламских институтов в России.
Кафедра исламского права создана в 2008 году. Среди задач кафедры — методологическое и методическое обеспечение учебного процесса. Усилиями сотрудников кафедры были подготовлены учебные программы по блоку исламских правовых дисциплин. Научное направление кафедры: исследование современных финансово — правовых взаимоотношений в исламском праве, исследование в области компаративного права, формирование толерантности и межконфессионального согласия, теологические исследования Коран и Сунны на основе современных научных достижений, исследование научного наследия и традиций выдающихся татарских теологов и просветителей. За кафедрой закреплены следующие предметы:исламское право и законоведение, основы исламского законодательства, история исламского законодательства, принципы исламского права, комментарии к законодательным аятам Корана.
Кафедра исламского вероучения создана в 2008 году. Среди задач кафедры — методологическое и методическое обеспечение учебного процесса. Усилиями сотрудников кафедры были подготовлены учебные программы по блоку исламского вероучения. Научные направления осуществлялись в рамках следующих научных тем: история распространения и функционирование суфизма в Поволжье, соотношение светского и религиозного в профессиональном высшем исламском образовании, современные толкования и сравнительно — сопоставительные исследования священных писаний и преданий. За кафедрой закреплены следующие предметы: исламское вероучение, религиозные группы и секты в исламе, основы комментирования Корана, Коран (чтение и запоминание), хадисоведение, коранистика, история ислама, исламская этика, исламская педагогика, история исламской цивилизации, жизнеописание пророка Мухаммада, методы и правила чтения Корана, история видных деятелей ислама, история переводов Корана в России, методика преподавания религиозных дисциплин.
Кафедра филологии и страноведения объединяет преподавателей языковых дисциплин (арабский, английский, русский, татарский). Научные направления: инновации в системе образования и их применение, актуальные вопросы преподавания восточных языков.